# Alessandro Di Meo
Alessandro Di Meo (Volturara Irpina, 3 novembre 1726 – Nola, 20 marzo 1786) è stato un teologo e storico italiano.

## Biografia
Orfano di padre a nove anni, entrò in seminario. A 19 anni decise di seguire Alfonso Maria de' Liguori entrando nei redentoristi. Inviato a Napoli per approfondire la sua cultura, vi studiò ebraico, teologia e filosofia.
Entrò in polemica con i giansenisti, in particolare con un volume anonimo contro Cipriano Aristasio.
Compilò diversi lavori sulla storia medievale dell'Italia meridionale, compendiati nell'Apparato cronologico agli Annali del Regno di Napoli nella mezzana età del 1785.
Altre opere furono pubblicate postume.

## Opere
- Apparato cronologico agli annali del regno di Napoli della mezzana età, Napoli, 1785